# Three Friends (album)
Three Friends è il terzo album in studio del gruppo britannico di rock progressivo Gentle Giant, pubblicato nel 1972.

## Copertina
L'edizione statunitense dell'album aveva la stessa copertina dell'album di debutto del gruppo, Gentle Giant.

## Brani
Nella canzone Schooldays la voce del bimbo è di Calvin Shulman, figlio di Phil Shulman.

## Concept
Tre amici si separano al termine delle scuole superiori: il primo diviene un lavoratore di classe media, il secondo un pittore isolato dal resto del mondo e il terzo un ricco affarista che disprezza le strade intraprese dagli altri due. Tuttavia, dopo un po' di tempo, i tre si ritrovano.

## Tracce
Testi e musiche di Derek Shulman, Phil Shulman, Ray Shulman e Kerry Minnear.
Lato A
1. Prologue – 6:14
2. Schooldays – 7:36
3. Working All Day – 5:12

Lato B
1. Peel the Paint – 7:30
2. Mister Class and Quality? – 5:51
3. Three Friends – 3:04

## Formazione
- Gary Green – chitarre, percussioni
- Kerry Minnear – pianoforte, organo Hammond, vibrafono, percussioni, moog, voce
- Malcolm Mortimore – batteria
- Derek Shulman – voce
- Phil Shulman – sassofono, voce
- Ray Shulman – basso, violino, chitarra a 12 corde, voce